# Trophée Alphonso-Ford

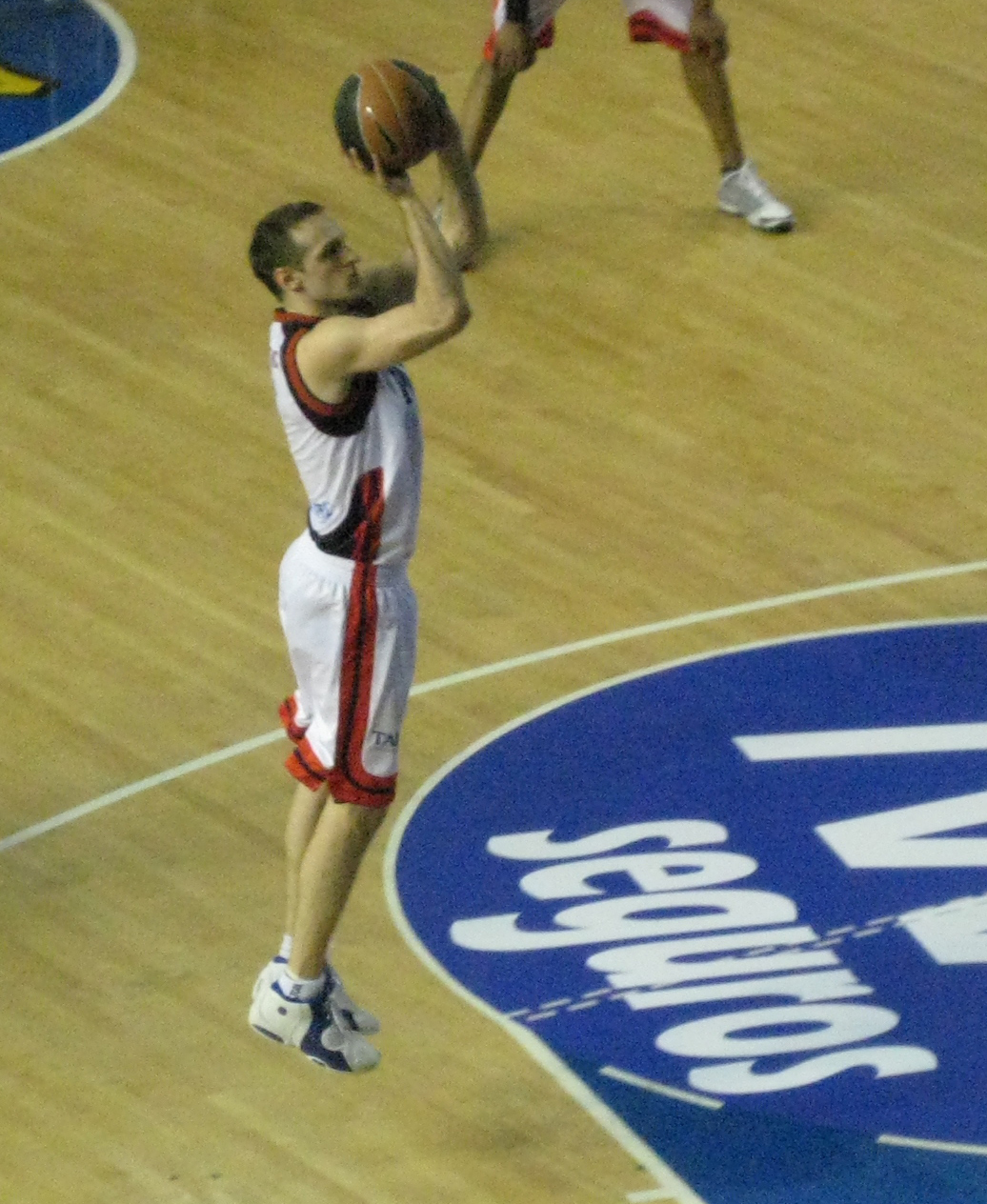
Igor Rakočević.

Le trophée Alphonso-Ford est un prix annuel de basket-ball de l'Euroligue, la meilleure compétition européenne. Il est attribué au meilleur marqueur de la saison d'EuroLigue, jusqu’à l’étape du Final Four. Le prix, sous son nom actuel, a débuté en 2004-2005 et porte le nom d'Alphonso Ford, l’un des plus grands marqueurs de l’histoire de l'Euroligue.

## Vainqueurs du trophée Alphonso-Ford et meilleurs marqueurs (depuis 2005)
| Saison    | Position    | Vainqueur          | Équipe            | PPM         | Réf.        |
| --------- | ----------- | ------------------ | ----------------- | ----------- | ----------- |
| 2004-2005 | Arrière     | Charles Smith      | Scavolini Pesaro  | 20,7        |             |
| 2005-2006 | Arrière     | Drew Nicholas      | Benetton Treviso  | 18,5        |             |
| 2006-2007 | Arrière     | Igor Rakočević     | Tau Cerámica      | 16,2        |             |
| 2007-2008 | Ailier fort | Marc Salyers       | Roanne            | 21,8        |             |
| 2008-2009 | Arrière     | Igor Rakočević (2) | Tau Cerámica      | 18,0        |             |
| 2009-2010 | Ailier fort | Linas Kleiza       | Olympiakós        | 17,1        |             |
| 2010-2011 | Arrière     | Igor Rakočević (3) | Efes Pilsen       | 17,2        | [ 3 ]       |
| 2011-2012 | Meneur      | Bo McCalebb        | Montepaschi Siena | 16,9        | [ 4 ]       |
| 2012-2013 | Meneur      | Bobby Brown        | Montepaschi Siena | 18,8        | [ 5 ]       |
| 2013-2014 | Arrière     | Keith Langford     | Olimpia Milan     | 17,6        | [ 6 ]       |
| 2014-2015 | Meneur      | Taylor Rochestie   | BK Nijni Novgorod | 18,9        |             |
| 2015-2016 | Arrière     | Nando de Colo      | CSKA Moscou       | 18,9        | [ 7 ]       |
| 2016-2017 | Arrière     | Keith Langford (2) | UNICS Kazan       | 21,8        | [ 8 ]       |
| 2017-2018 | Arrière     | Alexey Shved       | BC Khimki Moscou  | 21,8        | ,           |
| 2018-2019 | Meneur      | Mike James         | Olimpia Milan     | 20,2        | [ 11 ]      |
| 2019-2020 | non décerné | non décerné        | non décerné       | non décerné | non décerné |
| 2020-2021 | Arrière     | Alexey Shved (2)   | BC Khimki Moscou  | 19,8        | [ 12 ]      |
| 2021-2022 | Meneur      | Vasilije Micić     | Anadolu Efes      | 18,2        | [ 13 ]      |
| 2022-2023 | Ailier fort | Sasha Vezenkov     | Olympiakós        | 17,6        | [ 14 ]      |
| 2023-2024 | Meneur      | Markus Howard      | Saski Baskonia    | 19,5        | [ 15 ]      |
| 2024-2025 | Meneur      | Kendrick Nunn      | Panathinaïkós     | 21,1        | [ 16 ]      |